# Sida hibisciformis
Sida hibisciformis är en malvaväxtart som beskrevs av Antonio Bertoloni. Sida hibisciformis ingår i släktet sammetsmalvor, och familjen malvaväxter. Inga underarter finns listade i Catalogue of Life.